# エヴァ・ガボール
エヴァ・ガボール（Eva Gabor、1919年2月11日 - 1995年7月4日）は、オーストリア＝ハンガリー帝国生まれの女優・ソーシャライト。 代表作は『農園天国』（リサ・ダグラス）。彼女の姉妹であるマグダ・ガボールとザ・ザ・ガボール同様、ソーシャライトとしてもよく知られているが、結婚と離婚を繰り返したことでも知られている。

## 結婚
1. 1939–1942: Eric Drimmer（スウェーデンの医師）
2. 1943–1950: Charles Isaacs
3. 1956–1957: John Williams（アメリカ合衆国の医師）
4. 1959–1972: Richard Brown
5. 1973–1983: Frank Gard Jameson

## 死去
休暇先のメキシコでバランスを崩してバスタブへ落ちる事故に遭い、1995年7月4日、カリフォルニア州ロサンゼルスにて、呼吸器官の不調と肺炎のため、死去（76歳）。遺体はウェストウッドのウエストウッド・メモリアルパークに埋葬された。なお、2005年5月26日に死去した『農園天国』の共演者だったエディ・アルバート（99歳没）の墓は、彼女の墓の近くにある。
1997年4月1日、彼女の母ジョリー・ガボールも娘の死を知らずに100歳で亡くなり、姉であるマグダ・ガボールも1997年6月6日、腎不全のため死去。

## 主な出演作品

### 映画
| - Forced Landing（1941）※俳優デビュー作 - New York Town（1941） - Pacific Blackout（1941） - Star Spangled Rhythm（1942） - A Royal Scandal（1945） - 氷上円舞曲 The Wife of Monte Cristo（1946） - A Radios Life（1950） - Love Island（1952） - Paris Model（1953） - キャプテン・キッドと奴隷娘 Captain Kidd and the Slave Girl（1954） - The Mad Magician（1954） - 雨の朝巴里に死す The Last Time I Saw Paris（1954） - 画家とモデル Artists and Models（1955） | - いとしの殿方 My Man Godfrey（1957） - The Truth About Women（1957） - Z旗あげて Don't Go Near the Water（1957） - 恋の手ほどき Gigi（1958） - それはキッスで始った It Started with a Kiss（1959） - パリが恋するとき A New Kind of Love（1963） - 若き日の恋 Youngblood Hawke（1964） - お色気学園/プリンセス・アカデミー The Princess Academy（1987） - The People vs. Zsa Zsa Gabor（1991）（ドキュメンタリー） |

### 劇場アニメ
- おしゃれキャット The Aristocats（1970）
- ビアンカの大冒険 The Rescuers（1977）
- くるみ割り人形 Nutcracker Fantasy（1979）
- ビアンカの大冒険 ゴールデン・イーグルを救え! The Rescuers Down Under（1990）

### テレビ番組
| - The Eva Gabor Show（1953–1954） - What's My Line?（1957年11月17日に放送されたシーズン9第12話・通算389話に、謎のゲストとして出演） - Five Fingers"Station Break"に出演 (1959) - Harrigan and Son, Lillian Lovelyとして2話分出演（1960–1961） - Mickey and the Contessa（1963）（未発売パイロットに出演） - 農園天国 Green Acres（1965–1971） - おかしなおかしな戦争野郎 Wake Me When The War Is Over（1969） - Almost Heaven（1978） - Tales of the Klondike（1981）（ミニシリーズ） | - The Edge of Night（1983年にキャストメンバー入り) - Bridges to Cross（1986）（3か月分の放送後に打ち切り） - 突撃!グリーン農場をとりもどせ Return to Green Acres（1990） - The Legend of the Beverly Hillbillies（1993） |